# Kirchgellersen
Kirchgellersen est une commune allemande de l'arrondissement de Lunebourg, Land de Basse-Saxe.

## Géographie
Kirchgellersen se situe entre la lande de Lunebourg et le parc naturel d'Elbhöhen-Wendland.
| Vierhöfen       | Radbruch       | Mechtersen/Dachtmisser Bruch |
| Westergellersen | Kirchgellersen | Reppenstedt                  |
|                 | Südergellersen | Lunebourg                    |

## Histoire
On a retrouvé à Kirchgellersen un outil de Neandertal. Un tumulus, le De swatte Barg date de 3 000 ans av. J. C. On trouva aussi une pièce de monnaie représentant l'empereur romain Valentinien II.
Kirchgellersen est mentionné pour la première fois en 1123 sous le nom de "Geldessen" puis en 1263 de "Kercgelderdessen". Un document de 1313 indique le don du chevalier de Lippold von Dhoren pour la fondation d'un monastère dans le village. En 1314 le duc Othon II de Brunswick-Lunebourg et l'évêque Nicolas de Verden confirment la mise en place du monastère des Prémontrés dans Kirchgellersen.
L'école est instituée dans le village en 1562. Pendant la guerre de Trente Ans (1618-1648), l'église Saint-Laurent est plusieurs fois pillée et le presbytère incendié.
En 1829, une caisse d'épargne est fondée.

## Source, notes et références
- (de) Cet article est partiellement ou en totalité issu de l’article de Wikipédia en allemand intitulé « Kirchgellersen » (voir la liste des auteurs).